# 永遠の野原
『永遠の野原』（えいえんののはら）は、逢坂みえこによる日本の漫画作品。『ぶ〜け』（集英社）において、1988年から1997年まで連載された。全45話。単行本は全16巻、文庫版全9巻。1991年に第15回講談社漫画賞少女部門を受賞。
高校生から大学生へと成長する主人公を中心に、登場人物の友情や家族への思い、恋愛を描いた作品。作者が育った阪急宝塚線沿線が主な舞台。

## あらすじ
高校2年生の二太郎は、姉の一姫と子犬のみかんと共に暮らしている。一姫の恋人である柳に反発しながら、同級生の太や野沢と学生生活を送っていた。やがて二太郎は、女友達の野沢を恋愛対象として意識するが、彼女は太に思いを寄せていることを知る。さらに自分の野沢への気持ちが太にも知られていたことで傷つく。二太郎は、通学の電車で知り合った女子学生・マリコと付き合うようになるが、あらしの日のできごとをきっかけにマリコもまた太に思いを寄せるようになっていく。その気持ちを知られたマリコは二太郎に別れを告げる。一姫は集栄賞を受賞し、柳と婚約する。二太郎はマリコに、野沢は太に思いを寄せたまま大学に進学。太は調理師を目指し中華料理店でアルバイトとそれぞれの道を進む。
マリコのことが忘れられない二太郎は、大学1年の冬、太のバイト先で彼女と再会するが、すっかり変わってしまった彼女の姿にショックを受ける。そんなマリコではあったが、二太郎との再会や老犬フェルディナンドとの出会いによって徐々に昔の自分の姿を取り戻していく。
やがて訪れた一姫と柳の結婚式の日、あの日と同じあらしの日であり、太が調理師修行のため横浜へと旅立つ日でもあった。結婚式を終えて新大阪駅へ見送りに向かう二太郎。そこには見送りに来るはずであろう野沢の姿はなかった。しかし、彼女は東京駅に先回りして上京してきた太を迎え撃ち、まだまだあきらめないことを太に宣言する。その熱意に彼は「まいりました。」と頭を下げるしかなかった。一方二太郎は、出迎えにきたマリコと二人、あらしの過ぎ去った野原で永遠について思いを巡らせていた。

## 主な登場人物
古屋 二太郎（ふるや にたろう）
豊中市在住の高校生。やや男らしくないところがあり小柄であることをコンプレックスに思っている。小学生時代に父が他界、その後母が再婚し家を出たため姉の一姫と２人で暮らしている。女友達である野沢に思いを寄せるが実らず、その後、通学の電車で知り合ったマリコに告白し付き合うが、マリコが太に惹かれていることを知って別れてしまう。一姫の恋人である柳には反発。高校卒業後はマリコに思いを寄せたまま吹田市立大学（関西大学がモデル）に進学する。
古屋 一姫（ふるや いちひめ）
二太郎の姉。SFホモ小説家。自らの原稿料で二太郎を養っている。初の自伝的小説「永遠の恋人」で集栄賞を受賞する。のちに柳と結婚
石田 太（いしだ ふとし）
二太郎の同級生。無口な長身の二枚目で、二太郎とは無二の親友。中学時代、家庭教師だった女子大生との交際経験があり、そのことが恋愛観や女性観に影を落としている。自分を一途に思いを寄せている野沢に対してはやさしい態度を時にはとる反面二太郎を傷つけたマリコに対しては冷たい態度を取り続けている。やがて、調理師を目指し、一人暮らしをしながら三国の中華料理店でアルバイトを始める。
野沢 ひとみ（のざわ ひとみ）
二太郎の同級生で、気の置けない女友達。元気で明るく、人の世話をするタイプの人間。太のことを一途に思っている。その愛情の強さは太曰く「衰えを知らないストレートの剛球」である。
柳 良次（やなぎ りょうじ）
美術の産休講師。工事現場で働いていた時に野良犬だったみかんを拾って預けたことで一姫と知り合い、付き合うようになる。のちに婚約、結婚する。
田中 真理子（たなか まりこ） / マリコ
聖メアリー女学院附属高等部の女子学生。雲雀丘花屋敷にすむ女子校育ちのお嬢様。長い髪の美少女だが、散々だった二太郎との初デートで嫌われたと思い、髪を切ってしまう。やがて二太郎と付き合うが、あらしの日のできごとをきっかけに太に惹かれていく。その気持ちを二太郎に知られ、別れを告げる。その後父の会社が倒産し転居。高校卒業後は大学へは進学せずアルバイトなどをしながら暮らしている。もとはやさしい女性であったが、思いを寄せる太の沈黙を前にして自分の姿を見失ってしまう。
中井 縫之介（なかい ぬいのすけ）
二太郎たちの後輩。成績優秀、スポーツ万能でプライドが高く「恋なんかしたことないよ。」とうそぶく男。女子生徒を次々に振ったため同級生からはケダモノと呼ばれている。野沢に興味を持ちラブレターを送る。
西宮 鞠子（にしのみや まりこ）
大学に進学した二太郎が家庭教師をすることになった潔癖症の中学1年生。真面目で堅い少女であるが、二太郎に恋心を抱くことによって次第に垢抜けていく。